# Menesesia
Menesesia is een geslacht van rechtvleugeligen uit de familie Pyrgomorphidae. De wetenschappelijke naam van dit geslacht is voor het eerst geldig gepubliceerd in 1922 door Willemse.

## Soorten
Het geslacht Menesesia  is monotypisch en omvat slechts de volgende soort:
- Menesesia novaeguineae (Willemse, 1922)